# کریستیان پالوسالو
کریستیان پالوسالو (انگلیسی: Kristjan Palusalu؛ ۱۰ مارس ۱۹۰۸ – ۱۷ ژوئیه ۱۹۸۷) یک کشتی‌گیر اهل استونی بود.
از افتخارات وی می‌توان به کسب مدال طلا کشتی فرنگی و آزاد بازی‌های المپیک تابستانی ۱۹۳۶ در وزن ۸۷+ کیلوگرم اشاره کرد.